# Dekanat Krotoszyn
Dekanat Krotoszyn – jeden z 33 dekanatów w rzymskokatolickiej diecezji kaliskiej.

## Parafie
W skład dekanatu wchodzi 11 parafii:
- parafia św. Mikołaja – Benice
- parafia św. Izydora Oracza – Biadki
- parafia św. Wojciecha – Kobierno
- parafia św. Stanisława – Kobylin
- parafia Matki Bożej przy Żłóbku – Kobylin (franciszkanie)
- parafia św. Andrzeja Boboli – Krotoszyn
- parafia św. Apostołów Piotra i Pawła – Krotoszyn
- parafia św. Jana Chrzciciela – Krotoszyn
- parafia św. Marii Magdaleny – Krotoszyn
- parafia Świętej Trójcy – Lutogniew
- parafia Oczyszczenia Najświętszej Maryi Panny – Starygród
- parafia Podwyższenia Krzyża Świętego – Wyganów

## Sąsiednie dekanaty
Jutrosin (archidiec. poznańska), Koźmin, Krobia (archidiec. poznańska), Odolanów, Raszków, Zduny